# Octave Joly
Octave Joly (* 5. Mai 1910 in Momignies; † 7. Juni 1988 in Brüssel) war ein belgischer Journalist und Comicautor. 

## Werdegang
Octave Joly veröffentlichte 1930 seinen ersten Zeitungsartikel. Seine journalistische Tätigkeit führte er in den 30er Jahren bei verschiedenen Zeitschriften und Zeitungen fort. Nach dem Krieg arbeitete er für die Werbung in Radio und Kino.
Über René Follet kam er in Kontakt mit Jean-Michel Charlier, der ihm die Mitarbeit an Onkel Paul anbot. Er wurde 1954 alleiniger Autor und schrieb bis 1982 über tausend Kurzgeschichten mit historischem Inhalt. 
In den Ruhestand ging er 1982.

## Werke
- 1951: Onkel Paul
- 1953: Stanley
- 1953: Marco Polo
- 1955: Tom et Nelly
- 1958: Winston Churchill
- 1971: Léonard de Vinci